# Pseudeuchromia
Pseudeuchromia is een geslacht van vlinders van de familie spanners (Geometridae), uit de onderfamilie Ennominae.

## Soorten
- P. ampliflava Semper, 1899
- P. curzola Swinhoe, 1902
- P. maculifera Felder & Rogenhofer, 1875
- P. naufracta Krüger, 2004
- P. xena Krüger, 2004